# 7th Infantry Division (United States Army)
La 7th Infantry Division è una divisione di fanteria dell'esercito statunitense.
La divisione è stata attivata per la prima volta a Fort Ord in California nel dicembre 1917 durante la prima guerra mondiale alla quale hanno partecipato solo alcuni suoi elementi. Durante la seconda guerra mondiale è stata impiegata nel teatro operativo del oceano Pacifico partecipando alle campagne delle isole Aleutine, delle Filippine e di Okinawa. Dopo la resa giapponese nel 1945 la divisione è stata dislocata in Giappone e Corea, nel 1950 allo scoppio della guerra di Corea è stata una delle prime unità ad essere impiegata. Il 2 aprile 1971, ha fatto ritorno negli Stati Uniti ed è stata disattivata a Fort Lewis, ma è stata in seguito riattivata nell'ottobre 1974 nella sua prima base di Fort Ord. Nel 1988 ha partecipato all'operazione Golden Pheasant in Honduras e nel 1989 all'invasione statunitense di Panama. Negli anni novanta è stata impiegata in operazioni antidroga e nel 1992 durante la rivolta di Los Angeles.